# ReMinD
Ким Сун Сик (род. 20 июля 1986), также известный под ником ReMinD — корейский киберспортсмен по Warcraft III за расу ночных эльфов.

## Карьера
Начал выступления в 16 лет, вдохновившись игрой таких киберспортсменов, как Showtime, Dayfly, Check. Сначала выступал за случайные расы, но потом выбрал ночных эльфов. Первой профессиональной командой стала китайская World Elite. Наилучшим достижением стала победа на чемпионате мира World Cyber Games 2010, позволившая считать игрока одним из сильнейших игроков по Warcraft III в мире.

## Бывшие команды
До EHOME ReminD выступал за следующие профессиональные команды:
- Meet Your Makers
- nGize
- World Elite
- SK Gaming

## Достижения
2006 год
- CEG Xi’an Tour (Китай, Сиань) — 2930 $

2007 год
- Battle.net Season IV Finals (Германия, Кёльн) — 10 000 $
- BlizzCon 2007 Asian qualifier (Южная Корея, Сеул) — 750 $
- BlizzCon 2007 (США, Анахайм) — 5000 $
- e-Stars 2007 (Южная Корея, Сеул) — 20 000 $

2008 год
- BlizzCon 2008 Asian qualifier (Южная Корея, Сеул) — 1000 $

2009 год
- PlayXP League Season 3 — 400$
- EOG 2009 South Korea Preliminary — 200$

2010 год
- ESWC 2010 (Франция, Париж) — 2000 $
- World Cyber Games 2010 (США, Лос-Анджелес) — 7000 $